# Pio Alves
Pio Gonçalo Alves de Souza (ur. 20 kwietnia 1945 w Lanheses) – portugalski duchowny rzymskokatolicki, biskup pomocniczy Porto w latach 2011–2023.

## Życiorys
Święcenia kapłańskie otrzymał 15 sierpnia 1968 i został inkardynowany do archidiecezji Braga. Był m.in. wikariuszem biskupim ds. nauczania wiary, wykładowcą i dziekanem wydziału teologicznego w Bradze oraz wicerektorem Katolickiego Uniwersytetu Portugalii.
18 lutego 2011 papież Benedykt XVI mianował go biskupem pomocniczym Porto, ze stolicą tytularną Aquae Flaviae. Sakry biskupiej udzielił mu 10 kwietnia 2011 arcybiskup Bragi - Jorge Ortiga.
26 maja 2023 papież Franciszek przyjął jego rezygnację z pełnionego urzędu.